# 磺胺甲噁唑
磺胺甲噁唑（英語：sulfamethoxazole）又称新诺明（Sinonime）、SMZ，是一种广谱抗生素。对大多数革兰氏阳性和革兰氏阴性菌都有抑制作用。主要用于敏感菌引起的尿路感染、呼吸系统感染、肠道感染、胆道感染及局部软组织或创面感染等。

## 功效
本品能杀灭许多种细菌。可对抗化脓性扁桃体炎、咽炎、肺炎、支气管炎、痢疾、泌尿系统感染，其它许多感染性疾病均可使用。

## 副作用
常见副作用有恶心呕吐、头痛头晕等。过敏反应以药热、皮疹为多见。本品極易引起结晶尿，所以在服用时要大量饮水或配合碳酸氢钠片同时服用，防止肾损害发生。

## 注意
- 本品是磺胺类药物中目前最常用的品种，注意事项见磺胺药。
- 新生儿、早产儿及分娩前孕妇不宜服用。